# Glenurinae
Glenurinae is een onderfamilie van netvleugelige insecten die behoort tot de familie mierenleeuwen (Myrmeleontidae). 

## Taxonomie
Er zijn 32 geslachten die verdeeld zijn in geslachtsgroepen (tribus). Onderstaand een lijst van geslachten en geslachtengroepen.
Onderfamilie Glenurinae 

- Tribus Dimarellini
  - Geslacht Dimarella
- Tribus Glenurini
  - Geslacht Acratoleon
  - Geslacht Araucaleon
  - Geslacht Botuleon
  - Geslacht Chabalus
  - Geslacht Elachyleon
  - Geslacht Episalus
  - Geslacht Eremoleon
  - Geslacht Glenurus
  - Geslacht Indoleon
  - Geslacht Indophanes
  - Geslacht Glenuroides
  - Geslacht Incamoleon
  - Geslacht Negrocus
  - Geslacht Paraglenurus
  - Geslacht Psammoleon
  - Geslacht Megistopus
  - Geslacht Navasoleon
  - Geslacht Thaumatoleon
  - Geslacht Visca
  - Geslacht Nedroledon
- Tribus Gymnocnemini
  - Geslacht Gymnocnemia
- Tribus Obini
  - Geslacht Brachyplectron
  - Geslacht Capophanes
  - Geslacht Exaetoleon
  - Geslacht Mochus
  - Geslacht Obus
- Tribus Protoplectrini
  - Geslacht Antennoleon
  - Geslacht Distoplectron
  - Geslacht Fenestroleon
  - Geslacht Mjobergia
  - Geslacht Protoplectron